# Vista Serrana
Vista Serrana là một đô thị thuộc bang Paraíba, Brasil. Đô thị này có diện tích 61,361 km², dân số năm 2007 là 3172 người, mật độ 51,7 người/km².